# آکاسیای فلاوسنس
آکاکیا فلاوسنس (نام علمی: Acacia flavescens) نام یک گونه از سرده آکاسیا است.